# HOT

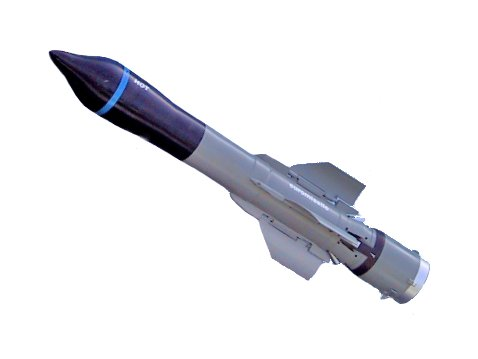
HOT

HOT – przeciwpancerny pocisk kierowany wyprodukowany przez francusko-niemieckie konsorcjum Euromissile. Jest produkowany od 1978 r. Według wielu specjalistów jest jednym z najbardziej udanych pocisków kierowanych w swojej klasie. Jest używany przez wiele krajów na całym świecie. Jego skuteczność została potwierdzona w walce.
Podobnie jak jego odpowiednik, BGM-71 TOW (produkcji USA), HOT odpalany jest z tuby, naprowadzany optycznie, kierowany poprzez przewód. System HOT jest również montowany na pojazdach, są też wersje do montażu na śmigłowcach.
HOT-2 pojawił się w 1986 r., posiada większą głowicę bojową, 4-kilometrowy zasięg, oraz prędkość dochodzącą do 900 km/h.
Najnowsza wersja, HOT-3, ma podwójny ładunek HEAT oraz system antyzakłóceniowy. W 1997 roku HOT-3 został wybrany jako główne uzbrojenie dla śmigłowca PAH-2 Tiger we Francji i w Niemczech.

## Użytkownicy
- Francja
- Niemcy
- Wielka Brytania
- Syria
- Arabia Saudyjska
- Belgia
- Egipt
- Katar
- Maroko
- Irak
- Hiszpania
- Chiny
- Kamerun
- Południowa Afryka
- Gabon
- Kuwejt